# Mouliets-et-Villemartin
Mouliets-et-Villemartin è un comune francese di 1 105 abitanti situato nel dipartimento della Gironda nella regione della Nuova Aquitania.

## Società

### Evoluzione demografica
Abitanti censiti